# Привид (фільм, 2015)
«Привид» — фільм  російського режисера  Олександра Войтинського, що вийшов на екрани 26 березня  2015 .

## Сюжет
Юрій Гордєєв — талановитий авіаконструктор, творець інноваційного літака ЮГ-1. Він планує показати можливості літака на прийдешньому  авіасалоні в Жуковському і виграти урядовий тендер. Але за кілька днів до салону Юрій сідає в п'яному вигляді за кермо і розбивається в автокатастрофі. Він стає примарою, яку ніхто не бачить, окрім школяра Вані Кузнєцова, випадково зустрінутого на вулиці. Ваня — закомплексований підліток, що страждає від опіки матері, нерозділеного кохання і знущань однокласників. Однак Гордєєв розуміє, що хлопчик — єдиний шанс довести справу до кінця і підняти новий літак в небо. У підсумку вони об'єднують зусилля, щоб вирішити проблеми один одного. Їм доводиться протистояти Ползунову, конкуренту Гордєєва, який хоче будь-що-будь роздобути тендер собі.

## У ролях
- Федір Бондарчук — Юрій Гордєєв
- Семен Тріскунов — Ваня Кузнєцов
- Ян Цапнік — Гена, друг і колега Юрія
- Ксенія Лаврова-Глінка — мама Вані
- Ігор Угольников — Ползунов, конкурент Гордєєва
- Ганна Антонова — Олена Гордєєва, дружина Юрія
- Ані Петросян — Поліна, однокласниця Вані
- Олексій Лукін — Стас, однокласник Вані

## Критика
Преса в основному позитивно прийняла фільм. Так, критик  Антон Долін вважає, що «при всій декларативною мейнстрімної картина вийшла небанальною і в багатьох відносинах викликає», а преамбула до статті говорить, що "подивившись російську сімейну комедію з Федором Бондарчуком, Антон Долін вирішив тимчасово амністувати «добре кіно» ". Оглядач  «Коммерсанта» Лідія Маслова, вказуючи на те, що акторські здібності виконавців ролей другого плану «недовикористані», а також на деяку шаблонність фільму, проте відзначає, що при цьому перевага фільму полягає в тому, що «в Голлівуді не багато акторів такого чарівності, як Федір Бондарчук». Сусанна Альперина з  «Російської газети» вважає, що режисер зняв «дуже симпатичну сучасну вітчизняну комедію — нехай і не зовсім з новим сюжетом». Редактори журналу  «7 днів», зауважуючи вторинність сюжету, все ж звертають увагу на те, що «Привид» захоплює «буквально з перших хвилин», резюмуючи, що в підсумку вийшла "непогана сімейна кінострічка ": зворушлива, добра і часом смішна.